# Hideki Uchidate
Hideki Uchidate (jap. 内舘 秀樹, Uchidate Hideki; * 15. Januar 1974 in der Präfektur Saitama) ist ein ehemaliger japanischer Fußballspieler.

## Karriere
Uchidate erlernte das Fußballspielen in der Schulmannschaft der Urawa Kita High School und der Universitätsmannschaft der Sendai-Universität. Seinen ersten Vertrag unterschrieb er 1996 bei Urawa Reds. Der Verein spielte in der höchsten Liga des Landes, der J1 League. Am Ende der Saison 1999 stieg der Verein in die J2 League ab. 2000 wurde er mit dem Verein Vizemeister der J2 League und stieg in die J1 League auf. 2004 und 2005 wurde er mit dem Verein Vizemeister der J1 League. Mit dem Verein wurde er 2006 japanischer Meister. Er trug 2007 zum Gewinn der AFC Champions League bei. Für den Verein absolvierte er 220 Spiele. Ende 2008 beendete er seine Karriere als Fußballspieler.

## Erfolge
Urawa Reds
- AFC Champions League

Sieger: 2007
- J1 League

Meister: 2006
Vizemeister: 2004, 2005, 2007
- J.League Cup

Sieger: 2003
Finalist: 2002, 2004
- Kaiserpokal

Sieger: 2005, 2006